# Osmar Teixeira Costa
Osmar Teixeira Costa (Uberlândia, 10 de junho de 1920 – 12 de junho de 2002) foi um médico brasileiro.
Graduado pela Faculdade Nacional de Medicina do Brasil em 1946. Foi eleito membro da Academia Nacional de Medicina em 1985, sucedendo Luiz Carlos de Sá Fortes Pinheiro na Cadeira 25, que tem João Benjamim Ferreira Batista como patrono.